# شون تشين
شون تشين (بالإنجليزية: Shawn Chin)‏ هو لاعب كرة قدم أمريكي، ولد في 11 مايو 1989 في ميامي في الولايات المتحدة. شارك مع منتخب الولايات المتحدة تحت 20 سنة لكرة القدم. أما مع النوادي، فقد لعب مع نادي ادمونتون.

## وصلات خارجية
- شون تشين على موقع قاعدة بيانات كرة القدم.إي يو (الإنجليزية)